# Castillo de Puigdemáger
El castillo de Puigdemàger es un edificio de la localidad de Prats del Rey en la comarca catalana de Noya (provincia de Barcelona) declarado Bien Cultural de Interés Nacional.

## Descripción
El castillo de Puigdemáger se encontraba en el entorno de la iglesia de San Jaime de Puigdemáger. Actualmente alrededor de la iglesia hay construcciones ruinosas que habían formado el pequeño núcleo de Puigdemáger.

## Historia
El término del castillo de Puigdemáger se documenta desde el año 1070. El castillo como tal no vuelve a aparecer hasta el fogaje realizado en las Cortes de Cervera en el 1359, donde aparece como una de las propiedades de la abadesa de Berga. En 1390 el rey Juan I vendió la jurisdicción de Puigdemáger a Galceran de Caldes pero aquel mismo año sus habitantes pagaron al rey una cantidad para deshacerse de la jurisdicción de Galceran.